# Wolfgang Bechtle
Wolfgang Bechtle (* 14. März 1920 in Stuttgart; † 24. Juli 1983 in Erpfingen) war ein deutscher Schriftsteller und Naturfotograf. In den 1970er Jahren war Bechtle Chefredakteur der Monatszeitschrift KOSMOS, die damals im Verlag Franckh-Kosmos erschien, und Mitbegründer der Monatszeitschrift AQUARIEN-MAGAZIN, die mittlerweile in der Fachzeitschrift DATZ aufgegangen ist.
Bechtle schrieb, teilweise zusammen mit anderen Autoren wie etwa Horst Stern, zahlreiche Bücher, in denen es um Haltung, Aufzucht und Verhaltensweisen verschiedener Tierarten geht. Die Illustrationen gingen häufig auf seine eigenen Fotografien zurück.
Bekannt wurde etwa sein Bericht über die Gans Gingang, die er an ihrem vierten Lebenstag am Neusiedler See erwarb und auf sich prägte. Dabei profitierte er von den Erkenntnissen Konrad Lorenz'. Häufig verknüpfte er seine Berichte über Erlebnisse mit Tieren mit Reiseschriftstellerei.
Sein Vater war der Journalist, Übersetzer und Jugendbuchautor Wolfgang Walter Bechtle (siehe Wolf Durian) und seine Halbschwester war Sibylle Bechtle-Bechtinger (siehe Sibylle Durian).

## Werke
- Gute Fahrt in Italien, Klasing, 1954
- Ferien im Garten Eden, Franckh, 1958
- Knitz – die Geschichte meines Fuchses, Franckh, 1958
- Lauter Viechereien (zusammen mit Horst Stern), Franckh, 1958
- Meine Freundin Gingang, Franckh, 1960
- Sonntags unter Tieren, Franckh, 1962
- Ponys hinterm Haus, Franckh, 1963
- Räuberbande im Aquarium, Franckh, 1964
- Tiere zu Gast, Franckh, 1966 (enthält u. a. die Berichte über Gingang und Knitz)
- Berge, Wasser, Tiere, Franckh, 1964
- Tiere drinnen und draußen, Franckh, 1968
- Das Tessin, Kosmos, 1975, ISBN 3-440-00285-3
- Bunte Welt im Terrarium, Kosmos, 1982, ISBN 3-440-03742-8
- Besuch aus dem Wald, Kosmos, 1982, ISBN 3-440-04204-9 (mit Margarete Hochwald und Frieder Sauer)
- Stuttgart für Naturfreunde, Kosmos, 1982, ISBN 3-440-04393-2
- Das Tessin. Reiseführer für Naturfreunde, 1982, ISBN 3-7225-6872-2
- Fototips für Nahaufnahmen, Kosmos 1982, ISBN 3-440-00277-2
- Meine Tierkinder, Ravensburger, 1983, ISBN 3-473-39177-8
- Provence und Camargue in Farbe, Kosmos, 1984, ISBN 3-440-04741-5
- Der Neusiedler See in Farbe, Kosmos, 1984, ISBN 3-440-04742-3
- Die Hohen Tauern in Farbe, Kosmos, 1984, ISBN 3-440-04747-4